# Negaigoto no mochigusare
„Negaigoto no mochigusare” (jap. 願いごとの持ち腐れ) – czterdziesty ósmy singel japońskiego zespołu AKB48, wydany w Japonii 31 maja 2017 roku przez You! Be Cool.
Singel został wydany w siedmiu edycjach: trzech regularnych i trzech limitowanych (Type A, Type B, Type C) oraz „teatralnej” (CD). Zawierał dodatkowo kartę do głosowania na członkinie mające pojawić się w kolejnym singlu. Osiągnął 1 pozycję w rankingu Oricon i pozostał na liście przez 18 tygodni. Singel zdobył status podwójnej płyty Milion.

## Lista utworów
Wszystkie utwory zostały napisane przez Yasushiego Akimoto.

### Type A
| CD | CD                                                                    | CD              | CD              | CD      |
| Nr | Tytuł utworu                                                          | Kompozycja      | Aranżacja       | Długość |
| -- | --------------------------------------------------------------------- | --------------- | --------------- | ------- |
| 1. | „Negaigoto no mochigusare” (jap. 願いごとの持ち腐れ)                  | Shiori Uchiyama | Makoto Wakatabe | 3:05    |
| 2. | „Ima para” (jap. イマパラ)                                            | Yūsuke Itagaki  | Yūsuke Itagaki  | 3:25    |
| 3. | „Maebure” (jap. 前触れ)                                               | Yūsuke Shirato  | Makoto Wakatabe | 4:28    |
| 4. | „Negaigoto no mochigusare” (jap. 願いごとの持ち腐れ) (off vocal ver.) | Shiori Uchiyama | Makoto Wakatabe | 3:05    |
| 5. | „Ima para” (jap. イマパラ) (off vocal ver.)                           | Yūsuke Itagaki  | Yūsuke Itagaki  | 3:25    |
| 6. | „Maebure” (jap. 前触れ) (off vocal ver.)                              | Yūsuke Shirato  | Makoto Wakatabe | 4:28    |

| DVD | DVD                                                                | DVD     |
| Nr  | Tytuł utworu                                                       | Długość |
| --- | ------------------------------------------------------------------ | ------- |
| 1.  | „Negaigoto no mochigusare” (jap. 願いごとの持ち腐れ) (Music Video) | 11:06   |
| 2.  | „Ima para” (jap. イマパラ) (Music Video)                           |         |
| 3.  | „Maebure” (jap. 前触れ) (Music Video)                              |         |

### Type B
| CD | CD                                                                    | CD              | CD              | CD      |
| Nr | Tytuł utworu                                                          | Kompozycja      | Aranżacja       | Długość |
| -- | --------------------------------------------------------------------- | --------------- | --------------- | ------- |
| 1. | „Negaigoto no mochigusare” (jap. 願いごとの持ち腐れ)                  | Shiori Uchiyama | Makoto Wakatabe | 3:05    |
| 2. | „Ima para” (jap. イマパラ)                                            | Yūsuke Itagaki  | Yūsuke Itagaki  | 3:25    |
| 3. | „Tenmetsu Pheromone” (jap. 点滅フェロモン)                            | Shin'ya Sumida  | APAZZI          | 4:09    |
| 4. | „Negaigoto no mochigusare” (jap. 願いごとの持ち腐れ) (off vocal ver.) | Shiori Uchiyama | Makoto Wakatabe | 3:05    |
| 5. | „Ima para” (jap. イマパラ) (off vocal ver.)                           | Yūsuke Itagaki  | Yūsuke Itagaki  | 3:25    |
| 6. | „Tenmetsu Pheromone” (jap. 点滅フェロモン) (off vocal ver.)           | Shin'ya Sumida  | APAZZI          | 4:09    |

| DVD | DVD                                                                 | DVD     |
| Nr  | Tytuł utworu                                                        | Długość |
| --- | ------------------------------------------------------------------- | ------- |
| 1.  | „Negaigoto no mochigusare” (jap. 願いごとの持ち腐れ) (Music Vide-o) | 11:06   |
| 2.  | „Ima para” (jap. イマパラ) (Music Video)                            |         |
| 3.  | „Tenmetsu Pheromone” (jap. 点滅フェロモン) (Music Video)            |         |

### Type C
| CD | CD                                                                    | CD              | CD                   | CD      |
| Nr | Tytuł utworu                                                          | Kompozycja      | Aranżacja            | Długość |
| -- | --------------------------------------------------------------------- | --------------- | -------------------- | ------- |
| 1. | „Negaigoto no mochigusare” (jap. 願いごとの持ち腐れ)                  | Shiori Uchiyama | Makoto Wakatabe      | 3:05    |
| 2. | „Ima para” (jap. イマパラ)                                            | Yūsuke Itagaki  | Yūsuke Itagaki       | 3:25    |
| 3. | „Anokoro no gohyakuendama” (jap. あの頃の五百円玉)                    | K-WONDER, SAS3  | Yūichi "Masa" Nonaka | 5:10    |
| 4. | „Negaigoto no mochigusare” (jap. 願いごとの持ち腐れ) (off vocal ver.) | Shiori Uchiyama | Makoto Wakatabe      | 3:05    |
| 5. | „Ima para” (jap. イマパラ) (off vocal ver.)                           | Yūsuke Itagaki  | Yūsuke Itagaki       | 3:25    |
| 6. | „Anokoro no gohyakuendama” (jap. あの頃の五百円玉) (off vocal ver.)   | K-WONDER, SAS3  | Yūichi "Masa" Nonaka | 5:10    |

| DVD | DVD                                                                | DVD     |
| Nr  | Tytuł utworu                                                       | Długość |
| --- | ------------------------------------------------------------------ | ------- |
| 1.  | „Negaigoto no mochigusare” (jap. 願いごとの持ち腐れ) (Music Video) | 11:06   |
| 2.  | „Ima para” (jap. イマパラ) (Music Video)                           |         |
| 3.  | „Anokoro no gohyakuendama” (jap. あの頃の五百円玉) (Music Video)   |         |

### Wer. teatralna
| CD | CD                                                                   | CD               | CD                 | CD      |
| Nr | Tytuł utworu                                                         | Kompozycja       | Aranżacja          | Długość |
| -- | -------------------------------------------------------------------- | ---------------- | ------------------ | ------- |
| 1. | „Negaigoto no mochigusare” (jap. 願いごとの持ち腐れ)                 | Shiori Uchiy-ama | Makoto Wakatabe    | 3:05    |
| 2. | „Ima para” (jap. イマパラ)                                           | Yūsuke Itagaki   | Yūsuke Itagaki     | 3:25    |
| 3. | „Setouchi no koe” (jap. 瀬戸内の声) (wyk. STU48)                     | Tomonori Inoue   | Yasutaka Mizushima | 5:37    |
| 4. | „Shoot Sign” (jap. シュートサイン) (off vocal ver.)                  | Keiichi Kon-dō   | Hiroshi Sasaki     | 4:37    |
| 5. | „Kizukarenai yō ni...” (jap. 気づかれないように...) (off vocal ver.) | Makoto Wakatabe  | Makoto Wakatabe    | 4:13    |
| 6. | „Setouchi no koe” (jap. 瀬戸内の声) (off vocal ver.)                 | Tomonori Inoue   | Yasutaka Mizushima | 5:37    |

## Skład zespołu
| „Negaigoto no mochigusare” |
| --- |
| - AKB48 Team A: Anna Iriyama, Shizuka Oya, Yui Yokoyama - AKB48 Team K: Minami Minegishi, Mion Mukaichi, Tomu Mutō - AKB48 Team B: Rena Katō, Yuria Kizaki, Mayu Watanabe - AKB48 Team B / NGT48 Team NIII: Yūki Kashiwagi - AKB48 Team 4: Saya Kawamoto, Mako Kojima, Haruka Komiyama, Juri Takahashi - AKB48 Team 4 / STU48: Nana Okada - AKB48 Team 8: Yui Oguri, Erina Oda - AKB48 Kenkyūsei: Satone Kubo - SKE48 Team S: Jurina Matsui (środek) - SKE48 Team KII: Akane Takayanagi, Nao Furuhata - SKE48 Team E: Rara Gotō, Akari Suda - NMB48 Team N: Miori Ichikawa, Ayaka Yamamoto, Sayaka Yamamoto - NMB48 Team M: Akari Yoshida - NMB48 Team M / AKB48 Team A: Miru Shiroma - HKT48 Team H / AKB48 Team K: Haruka Kodama - HKT48 Team H / STU48: Rino Sashihara - HKT48 Team KIV / AKB48 Team A: Sakura Miyawaki (środek) - HKT48 Team KIV / AKB48 Team 4: Mio Tomonaga - HKT48 Team TII: Hana Matsuoka - NGT48 Team NIII: Rie Kitahara, Rika Nakai |

| „Ima para” |
| --- |
| - AKB48 Team A: Miho Miyazaki - AKB48 Team 4 / STU48: Okada Nana - AKB48 Team 8: Nanami Satō, Momoka Ōnishi - AKB48 Kenkyūsei: Nanami Asai - SKE48 Team KII: Mina Ōba, Sarina Sōda, Yuzuki Hidaka - SKE48 Team E: Kanon Kimoto, Haruka Kumazaki, Rara Gotō, Sumire Satō, Akari Suda, Marika Tani - NMB48 Team N: Ririka Sutō - NMB48 Team BII: Yūri Ōta - HKT48 Team H / AKB48 Team B: Nako Yabuki - HKT48 Team H / STU48: Rino Sashihara (środek) - HKT48 Team KIV: Nao Ueki, Asuka Tomiyoshi, Anna Murashige, Aoi Motomura - NGT48 Team NIII: Yuka Ogino, Rie Kitahara, Rika Nakai |

| „Maebure” |
| --- |
| - AKB48 Team A: Yui Hiwatashi - AKB48 Team B: Seina Fukuoka, Ma Chia-ling, Mayu Watanabe (środek) - AKB48 Team 4: Saya Kawamoto, Mako Kojima, Haruka Komiyama - AKB48 Team 8: Yui Oguri - AKB48 Team 8 / AKB48 Team B: Nagisa Sakaguchi - AKB48 Kenkyūsei: Satone Kubo, Manaka Taguchi, Erii Chiba - SKE48 Team S / AKB48 Team 4: Ryōha Kitagawa - SKE48 Team KII: Yuna Egō, Yuna Obata, Takeuchi Saki - HKT48 Team H: Meru Tashima, Miku Tanaka - HKT48 Team KIV / AKB48 Team A: Sakura Miyawaki - HKT48 Team KIV / AKB48 Team 4: Mio Tomonaga - HKT48 Team TII: Hana Matsuoka - NGT48 Team NIII: Moeka Takakura |

| „Tenmetsu Pheromone” |
| --- |
| - AKB48 Team A: Megu Taniguchi - AKB48 Team K: Yūka Tano, Mion Mukaichi, Tomu Mutō, Shinobu Mogi - AKB48 Team B: Yuria Kizaki, Moe Gotō - AKB48 Team 4: Juri Takahashi - AKB48 Team 8: Rin Okabe, Narumi Kuranoo - AKB48 Team 8 / AKB48 Team A: Nanami Yamada - AKB48 Kenkyūsei: Mizuki Yamauchi - SKE48 Team S: Jurina Matsui (środek), Suzuran Yamauchi - NMB48 Team N: Ayaka Yamamoto - NMB48 Team M / AKB48 Team A: Miru Shiroma - NMB48 Team BII: Ayaka Okita - HKT48 Team H: Yuka Akiyoshi, Yuriya Inoue, Natsumi Matsuoka - NGT48 Team NIII: Minami Katō |

| „Anokoro no gohyakuendama” |
| --- |
| - AKB48 Team A: Anna Iriyama, Yukari Sasaki, Yui Yokoyama - AKB48 Team K: Minami Minegishi - AKB48 Team B: Rena Katō - AKB48 Team B / NGT48 Team NIII: Yuki Kashiwagi - AKB48 Team 4: Saho Iwatate, Miyū Omori - SKE48 Team S: Haruka Futamura - SKE48 Team KII: Akane Takayanagi, Nao Furuhata - SKE48 Team E: Natsuki Kamata - NMB48 Team N: Sayaka Yamamoto (środek) - NMB48 Team M: Akari Yoshida - NMB48 Team M / AKB48 Team 4: Nagisa Shibuya - NMB48 Team BII: Fūko Yagura - HKT48 Team H: Yui Kojina, Hiroka Komada, Riko Sakaguchi - HKT48 Team KIV: Mai Fuchigami, Madoka Moriyasu |

| „Setouchi no koe” |
| --- |
| - STU48: Kanon Isogai, Ayumi Ichioka, Hina Iwata, Mami Ozaki, Momona Kadota, Yumiko Takino (środek), Mahina Taniguchi, Orie Chō, Yuri Torobu, Akari Fukuda, Azusa Fujiwara, Haruka Mishima, Kaho Mori, Fū Yabushita - AKB48 Team 4 / STU48: Nana Okada - HKT48 Team H / STU48: Rino Sashihara |

## Notowania
| Lista                             | Pozycja |
| --------------------------------- | ------- |
| Oricon Weekly Singles Chart       | 1       |
| Oricon Yearly Singles Chart       | 1       |
| Billboard Japan Hot 100           | 1       |
| Billboard Japan Hot Singles Sales | 1       |

## Sprzedaż
| Dane wg         | Sprzedaż   |
| --------------- | ---------- |
| Oricon          | 1 392 231  |
| Billboard Japan | 2 647 933+ |